# Бу Ларссон
Бу Ла́рссон (швед. Bo Larsson; 5 травня 1944, Мальме — 19 грудня 2023) — шведський футболіст, що грав на позиції нападника. Перший гравець, що двічі визнавався найкращим шведським футболістом року (у 1965 та 1973 роках).

## Клубна кар'єра
У дорослому футболі дебютував 1962 року виступами за команду клубу «Мальме», в якій провів чотири сезони, взявши участь у 86 матчах чемпіонату.
Своєю грою за цю команду привернув увагу представників тренерського штабу німецького «Штутгарта», до складу якого приєднався 1966 року. Відіграв за штутгартський клуб наступні три сезони своєї ігрової кар'єри. Більшість часу, проведеного у складі «Штутгарта», був основним гравцем атакувальної ланки команди.
1969 року повернувся до клубу «Мальме». Цього разу провів у складі його команди десять сезонів. Граючи у складі «Мальме» знову здебільшого виходив на поле в основному складі команди.
Завершив професійну ігрову кар'єру у клубі «Треллеборг», за команду якого виступав протягом 1980 року.

## Виступи за збірну
1964 року дебютував в офіційних матчах у складі національної збірної Швеції. Протягом кар'єри у національній команді, яка тривала 15 років, провів у формі головної команди країни 70 матчів, забивши 17 голів.
У складі збірної був учасником чемпіонату світу 1970 року у Мексиці, чемпіонату світу 1974 року у ФРН, чемпіонату світу 1978 року в Аргентині.

## Титули та досягнення

### Командні
- Чемпіон Швеції (7):

«Мальме»: 1965, 1970, 1971, 1974, 1975, 1977
- Володар Кубка Швеції (4):

«Мальме»: 1973, 1974, 1975, 1978

### Особисті
- Найкращий шведський футболіст року (2):

1965, 1973
- Найкращий бомбардир чемпіонату Швеції (3):

1963, 1965, 1970